# بتل گراند (واشینگتن)
بتل گراند (به انگلیسی: Battle Ground) شهری در شهرستان کلارک، ایالت واشنگتن است که در سرشماری سال ۲۰۱۰ میلادی، ۱۷۵۷۱ نفر جمعیت داشته است.